# Liodrosophila anfuensis
Liodrosophila anfuensis är en tvåvingeart som beskrevs av Chen och Masanori Joseph Toda 1994. Liodrosophila anfuensis ingår i släktet Liodrosophila och familjen daggflugor. Inga underarter finns listade i Catalogue of Life.